# レディ・ガイ
『レディ・ガイ』（原題: The Assignment）は、2016年制作のアメリカ合衆国のアクション映画。
性別適合手術で男から女にさせられた殺し屋の戦いを描いた異色のアクション映画。ウォルター・ヒル監督。主演のミシェル・ロドリゲスは、男性時代の主人公役も特殊メイクを施して演じている。

## あらすじ
レイチェル・ジェーン医師は約2年前に何者かの襲撃を受け意識を失っていたところを警察に発見されたが、違法な手術を繰り返していたことが発覚し逮捕されている。彼女を襲撃したのは、かつて弟セバスチャンを殺したプロの殺し屋フランク・キッチンだった。
襲撃より前のある日、フランクはマフィアのオネスト・ジョンからある男を殺す依頼を受け、時期が来るまでホテルで待機するよう指示される。しかし数日後、取引によってフランクが不要になったオネストから不意打ちで気絶させられると、次に目覚めたのは見知らぬ安ホテルのベッドだった。顔を包帯で覆われたフランクはおぼつかない足取りで鏡の前に立つと、恐る恐る包帯を解いていく。鏡に写っていたのは女の顔で、確かめると全身が女性に整形されていた。部屋に置かれた箱にはボイスレコーダーが入っており、先生と名乗るレイチェルのメッセージが記録されている。レイチェルは1年半前に殺されたセバスチャンの復讐を果たすため、フランクに性別適合手術を行ったのだ。
怒りに震えるフランクは安ホテルの金を盗むと、元いたホテルへと向かう。部屋は荒らされ武器は持ち去られていたが、通風口に隠した金だけは無事だった。フランクは待機期間に一夜を過ごしたジョニーに連絡を取り、彼女の部屋にしばらく居候させてもらえるようになると、すぐに復讐を開始する。
銃と情報を手に入れたフランクにより、オネストの部下は次々と殺されていく。やがてフランクに拘束されたオネストは、レイチェルが実験に使う孤独な人間を調達していることや、過去に自身の従兄弟がフランクの手で殺されたこと、ジョニーがレイチェルによって送り込まれた監視役であることを明かす。オネストを始末したフランクはジョニーを問い質してレイチェルの情報を聞き出すと、彼女を部屋から追い出して知人の所へ向かわせる。
娼婦に変装してレイチェルの助手アルバート・ベッカーと接触するフランクだが、彼には見抜かれていて薬で昏睡させられる。フランクが目覚めると屋敷の一室で拘束されており、現れたレイチェルは再び手術を行うと宣告して去っていく。フランクは手術の準備のために拘束を解かれると、隙を見て隠し持っていた銃で3人の護衛とアルバートを射殺し、レイチェルを追い詰める。しかし、フランクが撃ったのはレイチェルの肩で、自身の痕跡を消し犯行を偽装すると救急に通報し、屋敷から去っていく。フランクの思惑通り、事件が大事になることはなかった。
レイチェルは現在に至るまでフランクの犯行を主張し続けてきたが、警察や検察は記録の存在しないフランクの実在を疑っており、事件はレイチェルの指示に従ったアルバートの犯行だと思われている。精神科病院に入れられたレイチェルはどうにか外に出ようと苦心するも、それは一向に叶う気配がない。失意の彼女が見つめる自らの両手は、親指以外が根元から切り落とされていた。

## キャスト
※括弧内は日本語吹替
- フランク・キッチン - ミシェル・ロドリゲス（朴璐美）
- レイチェル・ジェーン医師 - シガニー・ウィーバー（高島雅羅）
- ラルフ・ガレン医師 - トニー・シャルーブ（宗矢樹頼）
- オネスト・ジョン - アンソニー・ラパーリア（尾花かんじ）
- ジョニー - ケイトリン・ジェラード（岡田恵）
- リン医師 - テリー・チェン
- ウィンコット - ポール・マクギリオン
- 弁護士 - ザック・サンティアゴ